# 田村源二
田村源二（たむら げんじ、1947年11月12日-　）は、英語・フランス語の翻訳家。
東京生れ。1969年慶應義塾大学文学部社会学科卒業。一年間グルノーブル大学に学ぶ。1970年アニメーション制作に従事、73年『週刊読売』編集協力員、79年から英仏語の翻訳家。

## 翻訳
- ジャック・ステルンベール『五月革命’86』1979 サンリオSF文庫
- ウイリアム・ダフティ『砂糖病 甘い麻薬の正体』日貿出版社 1979
- ジェフリー・リーン『地球病の時代 富者の倫理・貧者の論理』日貿出版社 1979
- ロバート・シルヴァーバーグ『確率人間』サンリオSF文庫 1980
- クレイグ・M.ピアスン他『アメリカンシングルライフ コーヒーをのむようにいま』著 ビッグ社 1981
- ビアトリス・T.ハンター『砂糖の罠 恐ろしい甘味料』日貿出版社 1983
- デボラ・P.ラングストン『ヘルペス』日貿出版社 1983
- ベルロカン『自分でできる楽しい性格テスト』東京図書 1984
- デイヴィッド・ビショッフ『恐竜探検 アドベンチャー・ゲーム』二見書房 1985
- ロバート・ラドラム『砕かれた双子座』1985 講談社文庫
- ヴィンセント・コスグローヴ『ヘミングウェイ・ペーパー』光文社 1985
- スティーヴ・ペリー, マイケル・リーヴス『ムサシの剣 アドベンチャーゲーム』二見書房 サラ・ブックス 1985
- デボラ・ミンキン『アーバン・サムライ 栄光の日本男性の生態学』講談社 1986
- ガイ・アリモ『スーパー・ミサイル争奪作戦 KGB対SAS』1986 徳間文庫
- ジャミー・トムスン, マーク・スミス『タイガー暗殺拳』二見書房 サラ・ブックス　1986
- ゲイリー・グレイディ、スーザン・ゴールドバーグ、レイモンド・エドワーズ『呪われた館 シャーロック・ホームズ』各務三郎共訳 二見書房 1986
- アントニイ・プライス『迷宮のチェスゲーム』1986 サンケイ文庫 海外ノベルス・シリーズ
- ジョナサン・ライダー『禁断のクルセード』1987 角川文庫
- トム・ハイマン『帝王の墓標』1987 二見文庫 ザ・ミステリ・コレクション
- 久司道夫,久司・アヴェリン・偕代共著 アレックス・ジャック編『マクロビオティック食事法』日貿出版社 1989‐90
- クレイグ・トーマス『闇の奥へ』1989 扶桑社ミステリー
- ウィリアム・ディール『タイ・ホース』1990 角川文庫
- アントニイ・プライス『迷宮のチェスゲーム』1990 扶桑社ミステリー
- セルジュ・ゲンズブール『スカトロジー・ダンディスム 天才画家エフゲニー・ソコロフの奇妙な生涯』福武書店 1991
- ウィリアム・ピアスン『チェスプレーヤー』光文社 1991
- ジョン・ロビンズ『エコロジカル・ダイエット 生きのびるための食事法』角川書店 1992
- ニコラス・ギルド『復讐者はチェロを奏でる』1992 二見文庫 ザ・ミステリ・コレクション
- クレイグ・トーマス『高空の標的』1993 新潮文庫
- クレイグ・トーマス『DC-3の積荷』1994 新潮文庫
- ウィリアム・ディール『27』1994 角川文庫
- ヴィム・ヴェンダース、リヒアルト・ライティンガー、ウルリヒ・ツィーガー原案・脚本『時の翼にのって ファラウェイ・ソー・クロース!』ギャガ・コミュニケーションズ 1994
- トム・クランシー『日米開戦』1995 新潮文庫
- ジャン=マリー・ペルト『おいしい野菜』晶文社 1996
- トム・クランシー『合衆国崩壊』新潮文庫　1997‐98
- クレイグ・トーマス『救出』1997 新潮文庫
- セルジュ・ゲンスブール『ゲンスブール×2ノワール』永瀧達治共訳 ペヨトル工房 1998
- クレイグ・トーマス『無法の正義』1999 新潮文庫
- クレイグ・トーマス『闇にとけこめ』2001 新潮文庫
- トム・クランシー『大戦勃発』2002 新潮文庫
- ジャスパー・フォード『文学刑事サーズデイ・ネクスト』1‐2 ソニー・マガジンズ 2003‐04
- トム・クランシー『教皇暗殺』2004 新潮文庫
- トム・クランシー『国際テロ』2005 新潮文庫
- スティーヴン・ボチコ『デス・バイ・ハリウッド』文藝春秋 2005
- ジャスパー・フォード『文学刑事サーズデイ・ネクスト 3(だれがゴドーを殺したの?)』ヴィレッジブックス 2007
- ボブ・ドローギン『カーブボール スパイと、嘘と、戦争を起こしたペテン師』産経新聞出版 2008
- ロレッタ・ナポレオーニ『ならず者の経済学 世界を大恐慌にひきずり込んだのは誰か』徳間書店 2008
- マシュー・ボッグズ,ジェイスン・ミラー『マットとジェイスンの-幸せな結婚に出会う1万2千マイルの旅』幸福の科学出版 2008
- タル・ベン・シャハー『最善主義が道を拓く ポジティブ心理学が明かす、折れない生き方』幸福の科学出版 2009
- デビッド・スミック『世界はカーブ化している グローバル金融はなぜ破綻したか』徳間書店 2009
- ジョン・バード『ホームレスから社長になった男の逆転法則』徳間書店 2009
- ダニエル・アマン『キングオブオイル マーク・リッチ アメリカを揺るがした最強トレーダー』ウェイツ 2010
- ブルース・ブエノ・デ・メスキータ『ゲーム理論で不幸な未来が変わる! 21世紀のノストラダムスがついに明かした破綻脱出プログラム』徳間書店 2010
- ハジュン・チャン『世界経済を破綻させる23の嘘』徳間書店 2010
- トム・クランシー,グラント・ブラックウッド『デッド・オア・アライヴ』新潮文庫 2011‐12
- パット・センソン『見せびらかすイルカ、おいしそうなアリ 動物たちの生殖行為と奇妙な生態についての69話』飛鳥新社 2011
- トム・クランシー,マーク・グリーニー『ライアンの代価』新潮文庫 2012‐13
- ブレンドン・バーチャード『人助け起業《ミリオネア・メッセンジャー》 自分の価値を無限大にする仕組み 1人で1億円稼いで感謝される暮らし』山﨑拓巳監修 ヒカルランド 2013
- トム・クランシー, マーク・グリーニー『米中開戦』2014 新潮文庫
- トム・クランシー, マーク・グリーニー『米露開戦』2015 新潮文庫
- マーク・グリーニー『米朝開戦』2016 新潮文庫